# Noisiel
Noisiel és un municipi francès del departament del Sena i Marne, a la regió de l'Illa de França.
Els habitants s'anomenen Noisielins. Forma part dels suburbis de París i de la nova ciutat de Marne-la-Vallée.
Forma part del cantó de Champs-sur-Marne, del districte de Torcy i de la Comunitat d'aglomeració de París-Vallée de la Marne.
En 1993 es va convertir breument en la capital d'un nou barri format per municipis que anteriorment pertanyien als districtes de Meaux i Melun, però fou canviat el 20 d'abril de 1994 pels seus dos veïns Torcy.